# Selección de baloncesto de Bélgica
La selección de baloncesto de Bélgica es el equipo formado por jugadores de nacionalidad belga que representa a la Federación Belga de Baloncesto en las competiciones internacionales organizadas por la Federación Internacional de Baloncesto (FIBA) o el Comité Olímpico Internacional (COI): los Juegos Olímpicos, la Copa Mundial de Baloncesto y el EuroBasket.
Bélgica se ha clasificado para el EuroBasket en 18 ocasiones a lo largo de su historia, logrando su mejor resultado en la cita de 1947, donde acabó en cuarta posición. Además, Bélgica ha competido en los Juegos Olímpicos en tres ocasiones, en 1936, 1948 y 1952. Sin embargo, Bélgica todavía busca hacer su primera aparición en la Copa Mundial FIBA.
El equipo recibe el apodo y también se representa como Leones Belgas.

## Plantilla
- Lista de jugadores convocados que disputaron el EuroBasket 2017.[1]

| Bélgica                   | Bélgica               | Bélgica | Bélgica | Bélgica | Bélgica               |
| Num                       | Jugador               | Pos     | Altura  | Edad    | Equipo                |
| ------------------------- | --------------------- | ------- | ------- | ------- | --------------------- |
| 4                         | Manu Lecomte          | B       | 1,80 m  | 22      | UCAM Murcia           |
| 5                         | Sam van Rossom        | B       | 1,88 m  | 31      | Valencia Basket       |
| 7                         | Axel Hervelle         | AP      | 2,04 m  | 34      | Bilbao Basket         |
| 8                         | Jean-Marc Mwema       | AP      | 1,95 m  | 27      | Antwerp Giants        |
| 9                         | Jonathan Tabu         | E       | 1,84 m  | 31      | Bilbao Basket         |
| 10                        | Quentin Serron        | B       | 1,90 m  | 27      | BCM Gravelines        |
| 12                        | Jean Salumu           | A       | 1,93 m  | 27      | BC Oostende           |
| 13                        | Pierre-Antoine Gillet | AP      | 2,01 m  | 26      | BC Oostende           |
| 14                        | Maxime de Zeeuw       | AP      | 2,04 m  | 30      | EWE Baskets Oldenburg |
| 16                        | Kevin Tumba           | P       | 2,06 m  | 26      | UCAM Murcia           |
| 19                        | Ismael Bako           | P       | 2,08 m  | 21      | Leuven Bears          |
| 22                        | Vincent Kesteloot     | A       | 2,02 m  | 22      | Oostende              |
| Entrenador: Eddy Casteels |                       |         |         |         |                       |

## Historial

### Copa Mundial
Resultado General: No ocupa puesto
| Copa Mundial de Baloncesto |
| --- |
| - 1950: No calificó - 1954: No calificó - 1959: No calificó - 1963: No calificó - 1967: No calificó - 1970: No calificó - 1974: No calificó - 1978: No calificó - 1982: No calificó - 1986: No calificó - 1990: No calificó - 1994: No calificó - 1998: No calificó - 2002: No calificó - 2006: No calificó - 2010: No calificó - 2014: No calificó - 2019: No calificó - 2023: No calificó - 2027: TBD |

### Juegos Olímpicos
| Baloncesto en los Juegos Olímpicos |
| --- |
| - Berlín 1936: 19° Lugar - Londres 1948: 11° Lugar - Helsinki 1952: 17° Lugar - Melbourne 1956: No calificó - Roma 1960: No calificó - Tokio 1964: No calificó - México 1968: No calificó - Múnich 1972: No calificó - Montreal 1976: No calificó - Moscú 1980: No calificó - Los Ángeles 1984: No calificó - Seúl 1988: No calificó - Barcelona 1992: No calificó - Atlanta 1996: No calificó - Sídney 2000: No calificó - Atenas 2004: No calificó - Pekín 2008: No calificó - Londres 2012: No calificó - Río 2016: No calificó - Tokio 2020: No calificó - París 2024: No calificó |

### EuroBasket
| EuroBasket |
| --- |
| - 1935: 6° Lugar - 1937: No participó - 1939: No participó - 1946: 7° Lugar - 1947: 4° Lugar - 1949: No participó - 1951: 7° Lugar - 1953: 10° Lugar - 1955: No participó - 1957: 12° Lugar - 1959: 7° Lugar - 1961: 8° Lugar - 1963: 8° Lugar - 1965: No participó - 1967: 15° Lugar - 1969: No participó - 1971: No participó - 1973: No participó - 1975: No participó - 1977: 8° Lugar - 1979: 12° Lugar - 1981: No participó - 1983: No participó - 1985: No participó - 1987: No participó - 1989: No participó - 1991: No participó - 1993: 12° Lugar - 1995: No participó - 1997: No participó - 1999: No participó - 2001: No participó - 2003: No participó - 2005: No participó - 2007: No participó - 2009: No participó - 2011: 21° Lugar - 2013: 9° Lugar - 2015: 13° Lugar - 2017: 19° Lugar - 2022: 14° Lugar - 2025: TBD |